# Ère du Verseau
 (octobre 2014).
L'ère du Verseau est l'une des douze ères astrologiques ou zodiacales, déterminées par le phénomène astronomique de la précession des équinoxes mais aussi, en dehors du coté astrologique, un concept faisant appel à une nouvelle période, plus avancée et évoluée, pour l'humanité. Cette notion d'ère du Verseau n'est pas du domaine d'une science astronomique, les ères astrologiques appartiennent au monde de l'astrologie, de la spiritualité, de certaines philosophies spirituelles, par exemple, ainsi que de l'occultisme et de la théosophie, mais n'ont pas cours en astronomie.

## Caractéristiques astrologiques
Selon les adeptes de l'astrologie occidentale, l'ère du Verseau est censée être une étape de l'évolution humaine caractérisée par :
- le progrès ;
- la technologie ;
- la pensée scientifique ;
- la raison critique ;
- la liberté.

Cette théorie fut d'abord développée à la fin du XVIIIe siècle, en France, chez Delaulnaye, Volney, et Dupuis dans L'Origine de tous les Cultes.
La théorie des ères équinoxiales survalorise le symbolisme du zodiaque, en conciliant deux paramètres fort différents : l'un astronomique et l'autre religieux. L'Ère du Verseau est ainsi censée suivre celle des Poissons, symbolique de la religion chrétienne. Il existe différentes datations de l'ère du Verseau, selon notamment que le zodiaque utilisé est celui (astrologique) des signes ou celui (astronomique) des constellations (voir ci-après). La fin de l'ère astronomique des Poissons et le début de l'âge du Verseau se situerait, pour la majorité des interprétations, entre 1962 et 2160. Elle durera jusqu'en l'an 4162 environ, date à laquelle commencera l'ère du Capricorne.[réf. nécessaire]

## Point de vue scientifique
Les périodes du cycle de la précession peuvent être déterminées par deux espaces différents « traversés » par le Soleil d'équinoxe : le mois astrologique (correspondant au signe du zodiaque tropical de 30 degrés d'angle comptés à partir du point vernal) du Verseau ou la constellation écliptique du Verseau. Le premier jour du mois astrologique du Verseau (le 21 janvier), le Soleil est pour le troisième jour devant la constellation du Capricorne. Quant à la constellation du Verseau, le Soleil y entre le 16 février, soit le 27e jour du mois astrologique du Verseau. De sorte que le signe astrologique du Verseau ne coïncide avec la constellation du même nom que durant les 3 derniers jours du mois astrologique. 
D'un point de vue astronomique, le Soleil d’équinoxe ne se lève vraiment dans la constellation du Verseau, telle qu'elle a été définie en 1930 par l'Union astronomique internationale, que vers 2600/2700 ap. J-C. Cela n'a plus rien à voir avec le concept purement astrologique d'ères de 2160 ans ; en effet, le « découpage » des constellations est nécessairement artificiel (une constellation peut réunir des étoiles situées à des milliers d'années-lumière les unes des autres, qui n'ont comme point commun que d'être vues sous un même angle depuis la Terre, alors que la constellation suivante peut contenir des étoiles plus proches). De plus, il y a des constellations qui se chevauchent, et d'autres où il existe un grand espace vide entre elles. Enfin, certaines constellations sont géantes, comme celle des Poissons (55 degrés d'écliptique), alors que d'autres ont une dimension très réduite, comme celle du Bélier (la constellation du Verseau embrasse 27 degrés d'écliptique).

## Interprétations ésotériques
Selon l'occultiste autrichien Rudolf Steiner (1861-1925), l'ère du Verseau, faisant suite à l'ère des Poissons, ne commencerait qu'en l'an 3573. Pour lui et l'anthroposophie, une ère astrologique ne débuterait pas quand le point vernal entre dans la constellation correspondante, mais quand il arrive à peu près en son milieu. Rudolf Steiner établit une correspondance entre les différentes Églises de l'Apocalypse selon l'apôtre Jean et les différentes ères. À l'ère du Verseau, il fait correspondre l'Église de Philadelphie, et prétend que la civilisation dominante sera de nature slave. Après l'accomplissement du processus d'individuation au cours de l'ère des Poissons, durant l'ère du Verseau de nombreux individus percevraient les mondes suprasensibles de manière objective et consciente. Ils pourraient alors former des communautés spirituelles fraternelles. Cette ère durerait 2160 ans, jusqu'en 5733.
Pour l'occultiste britannique Alice Bailey, l'ère du Verseau était imminente[Quand ?]. Elle serait inaugurée par le retour du Christ, qui instaurerait une religion mondiale et même un gouvernement universel. Alice Bailey a déclaré dans certains de ses livres, et notamment dans Le Retour du Christ, que cette venue se ferait par l'entremise de l'humanité, à travers une prise de conscience massive, plutôt que par l'incarnation d'une personnalité divine, comme ce fut le cas dans le passé pour chaque religion mondiale. D'après certains disciples de Rudolf Steiner, le retour du Christ étant impossible dans un corps physique, il s'agirait d'une toute autre entité, à savoir Ahriman, qui serait appelée à s'incarner et à se faire passer pour le Christ comme cela est narré dans le Court récit sur l'Antéchrist de Vladimir Soloviev. Cela correspondrait en outre à l'affirmation de Steiner qu'une incarnation d'Ahriman aurait lieu au début du troisième millénaire.
Dans son ouvrage ésotérique L'Ère du Verseau, ou le retour de Ganymède, l'astrologue Paul Le Cour invoque la position du point vernal dans les signes du zodiaque tropical par rapport à des secteurs égaux de l'écliptique, et non par rapport à la constellation du Verseau, pour déterminer les ères astrologiques. Le glissement relatif du Soleil par rapport aux signes permet ainsi de parler des  « ères » du Bélier, des Poissons, etc, chacune durant environ 2000 ans. Période à dominance religieuse et belliqueuse, l'ère des Poissons sera suivie de celle du Verseau, époque d'harmonie retrouvée. Après les ères des Poissons, du Bélier et du Taureau, l'ère du Verseau serait la première depuis longtemps (l'ère des Gémeaux, située vers 6500-4300 av. J.-C., étant très ancienne) à être symbolisée par un être humain et non un animal. L'ère du Bélier aurait commencé en 2160 av. J.-C. et celle des Poissons avec la naissance du Christ. L'ère du Verseau devrait débuter en 2160. Cependant, une phase de transition couvrirait plusieurs siècles entre les deux ères.

### Croyance New Age

Symbole astrologique
des Poissons.

Le concept d'ère du Verseau a été intégré aux croyances New Age, notamment dans le mouvement hippie (ainsi, la comédie musicale Hair s'ouvre sur un hymne à la venue de « the age of Aquarius »). De nombreux mouvements ésotériques et plusieurs sectes prophétisent encore aujourd'hui l'imminence de cette « période bénie ». En effet, « le Verseau symbolise la solidarité collective, la coopération, la fraternité et le détachement des choses matérielles ».
Astrophile proche de Dom Néroman, Max Duval considère que l'étoile royale Alpha Leonis (Régulus), qui reste toujours dans la constellation du Lion, passe du signe (zodiaque tropical) du Lion à celui de la Vierge vers 2012. De fait, l'année 2012, qui correspondrait à la fin de cycle du calendrier des Mayas, est souvent citée comme point culminant de cette période de transformation, ou « ascension » de l'humanité.

Symbole astrologique
du Verseau.

Selon les théoriciens du New Age, les dualismes propres à l'ère des Poissons, signe dont le symbole correspond à deux énergies qui vont à contre-courant l'une de l'autre, devraient laisser la place à une convergence des énergies vers l'Unité que symbolise le glyphe du Verseau. Cette conception (unitaire) est caractéristique du New Age.